# Rejon diedowiczski
Rejon diedowiczski (ros. Дедовичский район) – jednostka administracyjna wchodząca w skład obwodu pskowskiego w Rosji.
Centrum administracyjnym rejonu jest osiedle typu miejskiego Diedowiczi.

## Geografia
Powierzchnia rejonu wynosi 2188,1 km².
Graniczy z obwodem nowogrodzkim oraz z rejonami obwodu pskowskiego: bieżanickim, pоrchowskim, noworżewskim i dnowskim.
Główną rzeką jest Szełoń wraz z jego dopływami.

## Demografia
W 2020 roku rejon zamieszkiwało 11 436 mieszkańców.

## Podział administracyjny
W skład rejonu wchodzi: 1 osiedle miejskie (osiedle Diedowiczi) i 3 osiedla wiejskie (334 miejscowości): Wołost Pożeriewickaja, Wołost Szełonskaja i Wołost Wiazjewskaja.